# Rave On
Rave On is de vijfde aflevering van het vijfde seizoen van het tienerdrama Beverly Hills, 90210, die voor het eerst werd uitgezonden op 5 oktober 1994.

## Verhaal
Als Kelly langs de slaapkamer van Valerie loopt dan ruikt ze een sterke wietlucht. Als ze ernaar vraagt bij Valerie dan ontkend deze dat ze een joint rookte. Kelly vertelt dit tegen Brandon en die weet niet wie hij moet geloven en vraagt Kelly haar de voordeel van de twijfel te geven.
David, Clare en Donna willen een videoproject maken voor een les. Daarvoor moeten ze mannen interviewen om bepaalde woorden te laten zeggen dat ze later kunnen knippen zodat ze een zin krijgen. Vol goede moed beginnen Donna en Clare hieraan en iedere jongen werkt nietsvermoedend mee, Donna ziet dan een bouwvakker, Ray Pruit. Hij is een knappe bouwvakker die ook gitaar speelt. Als Donna hem vraagt of zij hem mag interviewen dan wordt hij erg wantrouwend, hij speelt even mee maar kapt het dan af. Donna heeft er spijt van en gaat later bij hem terug om haar excuses te maken. Ze raken aan de praat en Donna vindt hem wel interessant en nodigt hem uit voor een feest bij de Peach Pitt.
Nat klaagt over de teruglopende inkomsten, Steve heeft een idee om een ravefeest te houden in de Peach Pitt. Nat vindt het oké en ze willen dat Dylan de kosten betaalt, niet wetende dat Dylan blut is. Maar Dylan heeft nog wat geld en wil wel betalen. Als ze alles aan het opbouwen zijn komen Kelly en Valerie elkaar tegen, Kelly probeert gezellig tegen Valerie te doen maar het kost haar veel moeite. Terwijl het feest in volle gang is, gaat Kelly naar achter en ziet dan Dylan en Valerie aan het kussen, terwijl ze weet dat Steve Valerie ook leuk vindt. Als Kelly dit later tegen Steve vertelt, weet Steve niet wat hij hiermee aan moet en gaat toch verder met Valerie. Ray komt naar het feest en gaat dansen met Donna, dit tot irritatie van Griffin. Dylan neemt de kassa even over van Steve en pakt een briefje van $ 100, - uit de kassa en stopt deze in zijn zak. Dit ziet Valerie en als zij later hem hiermee confronteert, wordt het haar duidelijk dat hij helemaal blut is.

## Rolverdeling
- Jason Priestley - Brandon Walsh
- Jennie Garth - Kelly Taylor
- Ian Ziering - Steve Sanders
- Gabrielle Carteris - Andrea Zuckerman
- Luke Perry - Dylan McKay
- Brian Austin Green - David Silver
- Tori Spelling - Donna Martin
- Tiffani Thiessen - Valerie Malone
- Carol Potter - Cindy Walsh
- James Eckhouse - Jim Walsh
- Mark D. Espinoza - Jesse Vasquez
- Joe E. Tata - Nat Bussichio
- Kathleen Robertson - Clare Arnold
- Jamie Walters - Ray Pruit
- Ryan Thomas Brown - Morton Muntz
- Casper Van Dien - Griffin Stone